# 스티브 어윈

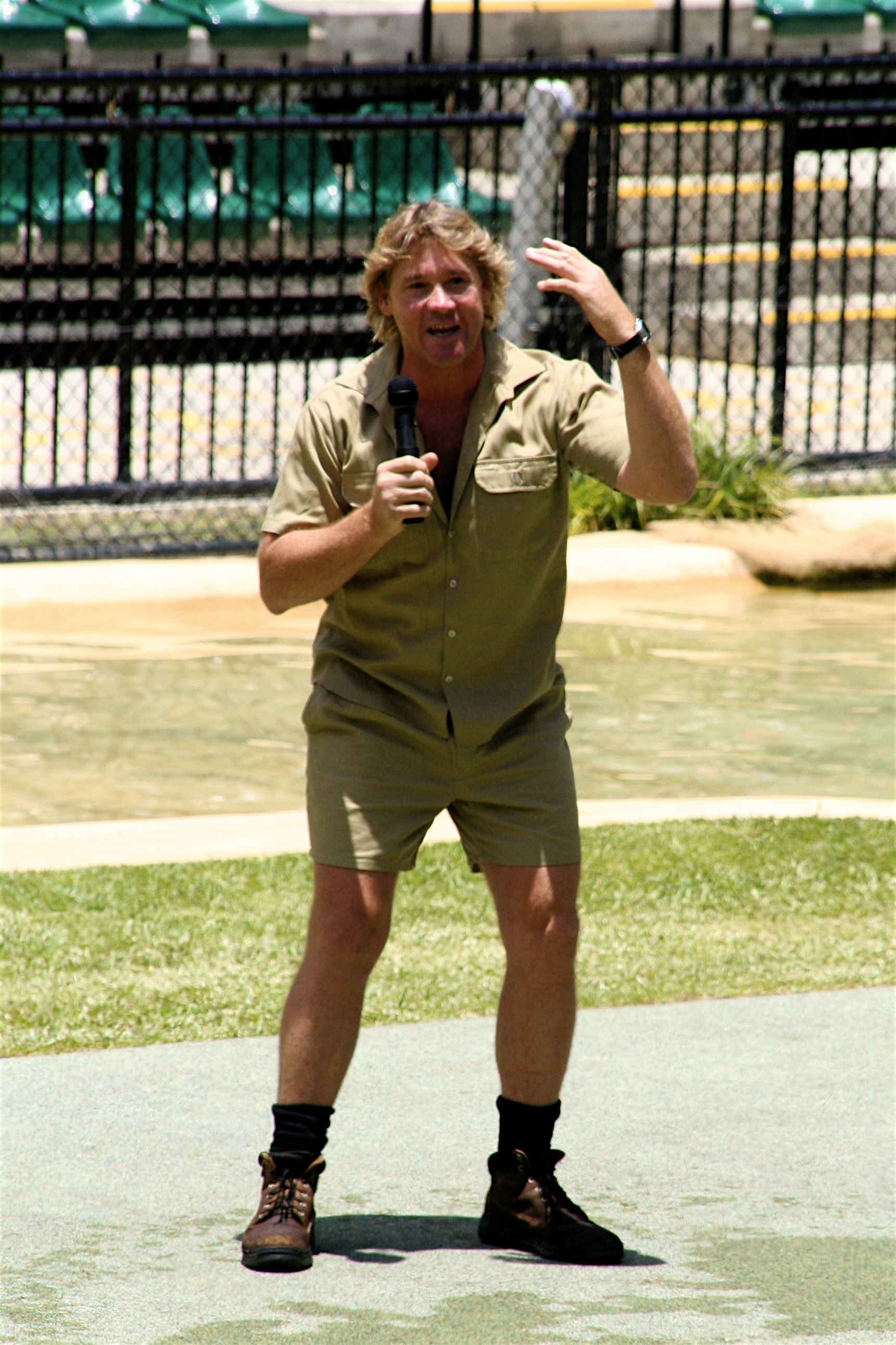
스티브 어윈

스티븐 로버트 "스티브" 어윈(Stephen Robert "Steve" Irwin, 1962년 2월 22일 ~ 2006년 9월 4일)은 텔레비전 프로그램 《악어 사냥꾼》으로 유명한 오스트레일리아의 환경운동가, 방송인이다.

## 생애
그는 1992년부터 케이블 텔레비전 채널 '애니멀 플래닛'을 통해 방송된 《악어 사냥꾼》에서 악어를 안고 뒹굴거나 큰 뱀을 맨손으로 잡는 등, 대담한 행동을 일삼아 유명 인사가 되었다. 그는 어릴 때부터 아버지와 함께 서식지를 잃은 악어를 다른 곳으로 옮기는 구호활동을 벌였다.
2004년에는 오스트레일리아 퀸즐랜드주에서 자신이 운영하는 오스트레일리아 동물원의 악어 우리에 1살 난 아들을 안고 들어가 맨손으로 먹이를 줬다가 논란에 휩싸이기도 했다.
2006년 9월 4일, 그레이트배리어리프에서 《바다에서 가장 무서운 것들》이라는 해양 다큐멘터리 수중 촬영을 하다 짧은꼬리가오리 꼬리에 있는 가시에 가슴을 찔려 44세를 일기로 사망했다.
동년 9월 20일 열린 그의 추도식 행사에는 5천여명의 시민들이 참석했으며, 존 하워드 당시 호주 총리 뿐 아니라 휴 잭맨, 캐머런 디애즈, 러셀 크로, 케빈 코스트너, 저스틴 팀버레이크 등이 비디오를 통해서나 행사장에 참석해 추도사를 했다. 그의 사망 뉴스는 미국 검색엔진 야후!에서 2006년 미국인들 사이에서 가장 인기있었던 인물성 뉴스에 선정됐다.
2007년 1월 1일, 그의 출생지 퀸즐랜드주의 주정부는 그가 운영하던 오스트레일리아 동물원으로 연결되는 글래스 하우스 마운튼즈 로드(Glasshouse Mountains Road)의 이름을 스티브 어윈 웨이(Steve Irwin Way)로 바꾸었다.

## 같이 보기
- 테리 어윈
- 빈디 어윈